# 복구 콘솔
복구 콘솔(Recovery Console)은 윈도우 2000, 윈도우 XP, 윈도우 서버 2003 운영 체제의 기능 가운데 하나이다. 이 콘솔을 통해 관리자들이 명령 줄 인터페이스를 이용하여 제한된 영역의 작업을 수행할 수 있다. 윈도우가 그래픽 사용자 인터페이스가 나타날 때까지 시동이 되지 않는 상황에서 관리자들이 복구를 할 수 있게 하는 것이 주가 되는 기능이다. 이에 따라 복구 콘솔은 윈도우 설치에 쓰이는 설치 원본 미디어를 통해서 접근할 수 있고, 하드 드라이브에 설치하여 NTLDR 메뉴에 추가할 수도 있다. 그러나 후자의 경우 컴퓨터가 NTLDR을 불러들이는 지점으로 시동하는 것을 요구하기 때문에 더 위험할 수 있다.

## 참조
- Microsoft. “Description of the Windows XP Recovery Console”. 《KnowledgeBase》.
- Microsoft. “Description of the Windows 2000 Recovery Console”. 《KnowledgeBase》.
- Eric A. Hall. “Primer: Creating A Windows XP Recovery Console CD Image”.